# Kimberly García
Kimberly García León (née le 19 octobre 1993 à Huancayo) est une athlète péruvienne, spécialiste de la marche, championne du monde du 20 km et du 35 km en 2022 à Eugene. 
Du 25 mars au 21 mai 2023, elle détient le record du monde du 35 km marche, avec le temps de 2 h 37 min 44 s.  

## Carrière
Kimberly García termine septième lors des premiers Jeux olympiques de la jeunesse en 2010.
Elle remporte ensuite la Coupe panaméricaine de marche en 2013 et bat le record d'Amérique du Sud du 20 km marche à Taicang le 3 mai 2014 en 1 h 29 min 44 s, lors de la Coupe du monde de marche 2014.
En 2017, elle bat le record national du 20 km en 1 h 29 min 13 s aux championnats du monde de Londres, finissant 7e.

### Doublé aux Mondiaux d'Eugene en 2022
En juillet 2022 à Eugene, elle s'adjuge le titre mondial sur le 20 km marche en 1 h 26 min 58 s, nouveau record national de la distance. C'est également la première médaille d'or du Pérou aux championnats du monde toutes épreuves et tout sexes confondus. Quelques jours plus tard, elle signe un doublé en s'imposant sur le 35 km en 2 h 39 min 16 s, nouveau record personnel. Elle devance sur le podium la Polonaise Katarzyna Zdzieblo et la Chinoise Shijie Qieyang.

### Médaille d'argent aux Mondiaux de Budapest en 2023
Le 25 mars 2023 à Dudince, la Péruvienne établit un nouveau record du monde du 35 km marche en 2 h 37 min 44 s. Ce record est battu le 21 mai par l'Espagnole Maria Pérez, qui réalise le temps de 2 h 37 min 15 s aux championnats d'Europe de marche par équipes à Podebrady.
Aux championnats du monde de Budapest, elle termine quatrième du 20 km et obtient la médaille d'argent sur 35 km.

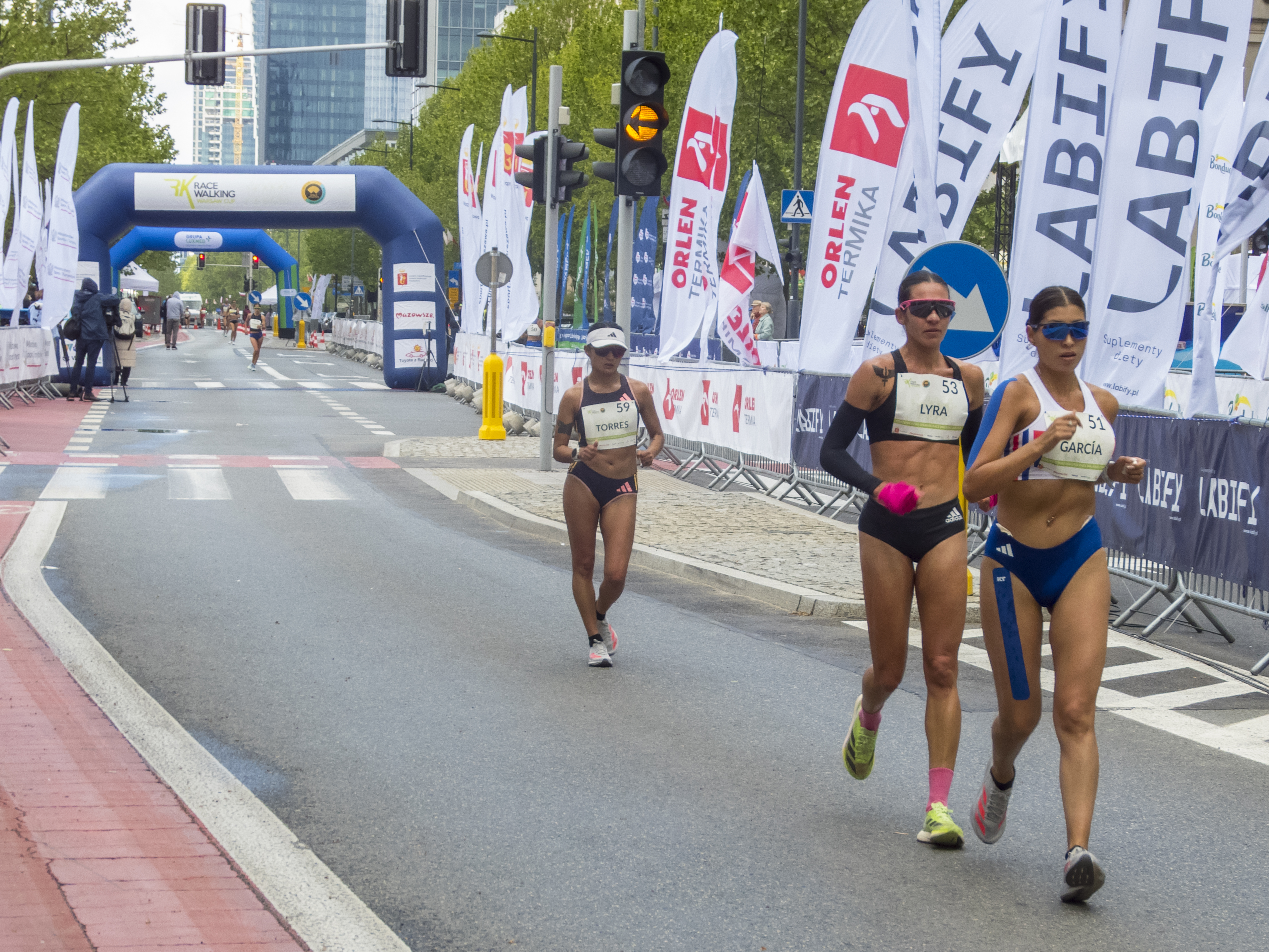
Kimberly Garcia lors de la Coupe Korzeniowski 2025 (à droite)

## Palmarès
| Date | Compétition                                 | Lieu      | Résultat | Épreuve                   | Temps           |
| ---- | ------------------------------------------- | --------- | -------- | ------------------------- | --------------- |
| 2014 | Championnats ibéro-américains               | São Paulo | 3e       | 10 000 m marche           | 43 min 57 s 44  |
| 2016 | Championnats du monde par équipes de marche | Rome      | 12e      | 20 km marche              | 1 h 29 min 38 s |
| 2017 | Championnats du monde                       | Londres   | 7e       | 20 km marche              | 1 h 29 min 13 s |
| 2018 | Championnats du monde par équipes de marche | Taicang   | 8e       | 20 km marche              | 1 h 28 min 56 s |
| 2018 | Championnats ibéro-américains               | Trujillo  | 2e       | 10 000 m marche           | 42 min 56 s 97  |
| 2019 | Jeux panaméricains                          | Lima      | 2e       | 20 km marche              | 1 h 29 min 00 s |
| 2022 | Championnats du monde par équipes de marche | Mascate   | 3e       | 20 km marche              | 1 h 32 min 27 s |
| 2022 | Championnats ibéro-américains               | La Nucia  | 1re      | 10 000 m marche           | 43 min 33 s 72  |
| 2022 | Championnats du monde                       | Eugene    | 1re      | 20 km marche              | 1 h 26 min 58 s |
| 2022 | Championnats du monde                       | Eugene    | 1re      | 35 km marche              | 2 h 39 min 16 s |
| 2023 | Championnats du monde                       | Budapest  | 4e       | 20 km marche              | 1 h 27 min 32 s |
| 2023 | Championnats du monde                       | Budapest  | 2e       | 35 km marche              | 2 h 40 min 52 s |
| 2023 | Jeux panaméricains                          | Santiago  | 1re      | 20 km marche              |                 |
| 2024 | Jeux olympiques                             | Paris     | 16e      | 20 km marche              | 1 h 30 min 10 s |
| 2024 | Jeux olympiques                             | Paris     | 4e       | Marche par équipes mixtes | 2 h 51 min 56 s |

## Records
| Épreuve         | Performance          | Lieu       | Date              |
| --------------- | -------------------- | ---------- | ----------------- |
| 10 km marche    | 43 min 23 s (NR)     | Suzhou     | 25 septembre 2017 |
| 10 000 m marche | 42 min 56 s 97 (NR)  | Trujillo   | 25 août 2018      |
| 20 km marche    | 1 h 26 min 40 s (NR) | La Corogne | 3 juin 2023       |
| 35 km marche    | 2 h 37 min 44 s (AR) | Dudince    | 25 mars 2023      |